# Cattedrale di Nostra Signora del Rosario (Beira)
La cattedrale di Nostra Signora del Rosario (in portoghese: Catedral Metropolitana de Nossa Senhora do Rosário) si trova a Beira, in Mozambico ed è la cattedrale dell'arcidiocesi di Beira.

## Storia e descrizione
La prima pietra della chiesa è stata posta il 25 ottobre del 1900 sul luogo in cui era situato il primo cimitero di Beira. Le pietre delle fondamenta della navata e dell'altare sono state asportate dalla fortezza di São Caetano de Sofala. La chiesa, realizzata in stile neogotico, è stata inaugurata nel 1925. La chiesa risale alla fase iniziale della città, ciò spiega le sue modeste dimensioni. È stata elevata a cattedrale fin dalla fondazione della diocesi nel 1940.